# Ladislas le Bossu
Pour les articles homonymes, voir le Bossu (homonymie).
Ladislas le Bossu (en polonais Władysław Garbaty) connu aussi sous les noms de Ladislas de Dobrzyń (Władysław Dobrzyński) ou Ladislas de Łęczyca (Władysław Łęczycki), de la dynastie des Piasts, est né entre 1303 et 1305, et est décédé en 1351 ou en 1352. Il est duc de Dobrzyń (1312-1327/1328 et à partir de 1343) et duc de Łęczyca (1327/1328-1349).

## Biographie
Ladislas est un des fils de Siemovit de Dobrzyń et d’Anastasia de Galicie. Lorsque son père décède en 1312, il est trop jeune pour régner. Sa mère et son oncle Ladislas Ier le Bref assurent la régence jusqu’en 1316. En 1316, il conclut un accord avec l’évêque de Płock sur le paiement d’une dîme à l’Église pour lever l’anathème qui avait été jeté sur sa famille en 1310. Il gouverne sur le duché de Dobrzyń avec son frère Boleslas. Ils soutiennent leur oncle Ladislas le Bref à qui ils ont rendu un hommage de vassalité. Ils s’efforcent également d’avoir des relations amicales avec l’Église. En 1323, à Rypin, ils fondent un hôpital confié à des religieux. 
En 1327, Ladislas le Bref les convainc de lui céder leur duché, stratégiquement important dans la guerre contre les Teutoniques, en échange du duché de Łęczyca. En 1328, après la mort de son frère, il gouverne seul. En 1343, après le traité de paix avec les Chevaliers teutoniques signé à Kalisz, il récupère son duché de Dobrzyń tout en conservant celui de Łęczyca jusqu’en 1349. 
Ladislas meurt en 1351 ou 1352, ne laissant aucun héritier. Après sa mort, le duché de Dobrzyń est incorporé à la Pologne. 